# Малый Жванчик
Малый Жванчик (укр. Малий Жванчик) — село в Дунаевецком районе Хмельницкой области Украины.
Население по переписи 2001 года составляло 149 человек. Почтовый индекс — 32473. Телефонный код — 3858. Занимает площадь 1,121 км². Код КОАТУУ — 6821880603.

## Местный совет
32473, Хмельницкая обл., Дунаевецкий р-н, с. Великий Жванчик, ул. Центральная, 57